# تريفور غيليز
تريفور غيليز هو لاعب هوكي جليد كندي، ولد في 30 يناير 1979 في كامبريدج في كندا.

## وصلات خارجية
- تريفور غيليز على موقع دوري الهوكي الوطني (الإنجليزية)
- تريفور غيليز على موقع EliteProspects.com (الإنجليزية)
- تريفور غيليز على موقع Eurohockey.com (الإنجليزية)
- تريفور غيليز على موقع HockeyDB.com (الإنجليزية)
- تريفور غيليز على موقع Hockey-Reference.com (الإنجليزية)